# Згорње Шкофије
Згорње Шкофије (словен. Zgornje Škofije, итал. Scoffie di Sopra) су насељено место у општини Копар, Обално-Крашка регија, Словенија.

## Историја
До територијалне реорганизације у Словенији било је у саставу старе општине Копар.

## Становништво
У попису становништва из 2011. године, Згорње Шкофије је имало 917 становника.
| Број становника према пописима | Број становника према пописима | Број становника према пописима |
| ------------------------------ | ------------------------------ | ------------------------------ |
| 1991                           | 2002                           | 2011                           |
| 597                            | 745                            | 917                            |